# Wolfram Alpha
Wolfram Alpha (Eigenschreibweise: WolframAlpha und ehem. Wolfram|Alpha) ist ein auf der Software Mathematica basierender Onlinedienst zum Auffinden und Darstellen von Informationen, der von Wolfram Research entwickelt wird.
Anders als bei einer gewöhnlichen Suchmaschine ist das Hauptziel nicht das Auffinden von im Internet verfügbaren Inhalten allein durch Suchstrategien, sondern die Verarbeitung von Inhalten durch spezifische Algorithmen zu Ergebnissen. Wolfram Alpha ist demnach eine semantische Suchmaschine. Die Ergebnisse sind synthetische Antworten, von einer simplen Summenbildung bis zu Eigenwerten von Differenzialgleichungen oder Umlaufbahnen von Planeten. Wolfram Alpha will eine Funktionslücke von Suchmaschinen bei der Beantwortung von Fragen füllen.

## Entwicklung
Das Projekt wird von Stephen Wolfram und einem Team aus hundert Mitarbeitern seit dem Jahr 2005 entwickelt. Als Erfinder wird häufig auch Stephens Bruder Conrad Wolfram genannt. Seit Mai 2009 arbeiten weltweit zusätzlich sogenannte Data Curators, welche Daten aus der jeweiligen Region liefern. Ein Data Curator, meist ein Wissenschaftler oder Fachmann auf einem bestimmten Gebiet, liefert Daten zu einem jeweiligen Thema und prüft die Daten, zusätzlich zur automatischen und manuellen Überprüfung durch Wolfram Research, auf ihre Qualität. Ebenso gibt es weltweit sogenannte Preview Site Testers.
Die Software besteht aus einem kostenlosen Teil, der ohne Anmeldung nutzbar ist und einer Pro-Version mit zusätzlichen Funktionen. Diese bestehen unter anderem in „Step by Step Solutions“, der Analyse von über 60 verschiedenen Dateiformaten oder der Anzeige mit Downloadmöglichkeit von graphischen Ergebnissen. Für Unternehmen und Organisationen gibt es einen eigenen Ableger unter dem Namen Wolfram|Alpha Appliance. Das Analysetool kombiniert die von einem Unternehmen gelieferten Daten mit den Algorithmen von Wolfram Alpha, um Fragen zu beantworten, die sich auf dieses Unternehmen beziehen.
Wolfram Alpha steht außerdem als App für iOS, Android und Windows zur Verfügung.
Seit dem 18. Juni 2018 ist Wolfram Alpha neben Englisch auch auf Japanisch nutzbar. Eine spanischsprachige Version ist seit 2022 online. Wolfram Alpha kann ebenfalls auf Koreanisch und in vereinfachtem Chinesisch genutzt werden.

## Ergebnisse
Im Gegensatz zu den derzeit marktbeherrschenden Suchmaschinen, deren Aufgabenfeld das Finden von zur Suchanfrage adäquaten Webseiten ist, versucht Wolfram Alpha eine inhaltliche Antwort auf die Suchanfrage zu finden. Dazu berechnet Wolfram Alpha die Ergebnisse der Anfragen auf Basis einer umfangreichen Datenbank und dem Funktionsprinzip zellulärer Automaten; es arbeitet also nicht nach dem Prinzip des Crawlers herkömmlicher Suchmaschinen. Weil die Suchmaschine versucht, eine einzige, konkrete semantische Antwort auf die Anfrage zu liefern, wird dem Nutzer auch keine Liste von themenrelevanten Websites präsentiert, sondern ein Ergebnis in der Form von Daten, Grafiken oder Bildern. Der Schwerpunkt der Suchmaschine liegt demgemäß auch auf den exakten Wissenschaften; andere Anfragen werden in der Regel nur unzureichend verarbeitet.
Die Semantik der auf Englisch formulierten Suchanfragen muss einer gewissen Regelhaftigkeit folgen, damit die Suchmaschine sie verarbeiten kann. Trotz seiner Fähigkeit, natürliche Sprache zu interpretieren, liefert Wolfram Alpha auf viele Suchanfragen noch keine sinnvollen Antworten.
Seit einiger Zeit besitzt Wolfram Alpha auch die Möglichkeit, soziale Netzwerke auszuwerten. Dazu wurde im August 2012 zunächst eine Funktion freigeschaltet, mit der das persönliche Facebook-Profil des Nutzers durch die Suchmaschine ausgewertet werden kann. Dabei ist eine umfassende Erlaubnis zum Zugriff auf persönlichen Daten des Nutzers notwendig; Profile Dritter lassen sich derzeit nicht analysieren.

## Technologie
Wolfram Alpha basiert zum einen auf der Software Mathematica, andererseits bezieht es die verwendeten Daten von externen Quellen, z. B. von akademischen und kommerziellen Websites wie Crunchbase, von US-Behörden wie der CIA, der United States Geological Survey, der Federal Aviation Administration, Blockchain Data von Cardano und optional sogar vom Facebook-Konto des jeweiligen Nutzers.
Wolfram Alpha besteht Anfang 2009 aus 15 Millionen Codezeilen der Wolfram Language.
Wolfram Alpha wurde von den Suchmaschine Microsoft Bing, und DuckDuckGo sowie von Apples Siri, Samsungs S Voice, Amazons Alexa für Anfragen in den Bereichen Mathe und Wissenschaften, und Iris von Dexetra und der Sprachsteuerungssoftware auf dem BlackBerry 10 verwendet. Ab 2020 integrierte Microsoft ausgewählte Abfragen als Datentyp in Microsoft Excel, sodass Informationen zu Geographie, Währungen, Aktien oder Yoga-Asanas angezeigt werden konnten. Ab Juni 2023 wurde die Excel-Schnittstelle zu Wolfram Alpha als Datenquelle entfernt.

## Funktionen (Auswahl)
Wolfram Alpha kann unter anderem:
- Gleichungen lösen[23]
- Differenzieren[24]
- Integrieren[25]
- Differentialgleichungen lösen[26]
- Doppel-Integrale berechnen[27]
- Tripel-Integrale berechnen[28]

## API
Wolfram|Alpha Short Answers API
Die API liefert ein einzelnes Klartextergebnis direkt aus Wolfram|Alpha. Dieser API-Typ wurde entwickelt, um kurze Antworten in einem möglichst einfachen Format zu liefern.
Wolfram|Alpha Full Results API
Diese API ermöglicht es Nutzern, Abfragen in freier Form, ähnlich wie Abfragen auf der Wolfram|Alpha-Website, zu stellen und die berechneten Ergebnisse in einer Vielzahl von Formaten zurückzugeben.
Wolfram|Alpha Simple API
Die Simple API basiert auf der gleichen Technologie wie die Full Results API und erzeugt die volle Wolfram|Alpha-Ausgabe in einem universell einsehbaren Bildformat. Diese API macht es einfach, frei formulierte linguistische Abfragen in detaillierte, formatierte Ergebnisse für Benutzer mit geringem Programmieraufwand zu übersetzen.
Wolfram|Alpha Spoken Results API
Die Spoken Results API gibt Textergebnisse zurück, die in ganzen (derzeit nur englischen) Sätzen formuliert sind. Diese API ist ideal für Anwendungen, die eine Text-zu-Sprache-Komponente verwenden, um den Nutzern ein gesprochenes Ergebnis zu liefern.
Wolfram|Alpha Conversational API
Die Conversational API gibt ein Textergebnis in ganzen Sätzen zurück, zusammen mit einem Token für eine damit verbundene Folgeanfrage. Diese API bietet eine einfache Schnittstelle für persönliche Assistenten, Referenzanwendungen und andere Situationen, die einen kontinuierlichen Dialog erfordern.
Wolfram|Alpha Fast Query Recognizer API
Die Fast Query Recognizer API gibt eine XML- oder JSON-Antwort zurück, die angibt, ob eine Anfrage vom Wolfram|Alpha-Server akzeptiert wird und von welcher Domäne die Antwort höchstwahrscheinlich kommt. Diese API wurde entwickelt, um Entwicklern eine schnelle Möglichkeit zu geben, die Durchführbarkeit verschiedener Abfragen in Wolfram|Alpha API-Anwendungen zu testen.
Wolfram|Alpha Summary Box API
Die Summary Box API liefert konfigurierbare, vorgenerierte Kästchen, die das verfügbare Wolfram|Alpha-Wissen für ein Thema zusammenfassen. Diese API soll einen Überblick über allgemeine Themen wie Länder, Chemikalien, Kalenderdaten oder Personen bieten.
Wolfram|Alpha Instant Calculators API
Die Instant Calculators API ermöglicht den schnellen Zugriff auf interaktive Formularschnittstellen zur Berechnung verschiedener Werte aus gängigen Formeln. Dieser Prozess verwendet Fast Query Recognizer API Lookups, um die richtigen Attribute für eine bestimmte Formel zu bestimmen, und Full Results API Annahmen, um die möglichen Zustände einer Formel darzustellen und zu ändern.
Wolfram|Alpha Show Steps API
Als Erweiterung der Full Results API bietet die Show Steps API vollständige Schritt-für-Schritt-Lösungen von Wolfram|Alpha für Fragen in einer Vielzahl von mathematischen und naturwissenschaftlichen Themen. Diese Erklärungen sind besonders nützlich in Anwendungen für Unterricht, Testvorbereitung und Hausaufgaben.